# Wadi 'Ara
Il Wādī ʿĀra o  Nahal Iron (in arabo وادي عارة‎?, ebraico נחל עירון), è una regione di Israele abitata da una maggioranza di Arabi israeliani. È situata a NE della Linea Verde, nel Distretto di Haifa. La regione è stata occupata dalla Transgiordania nella guerra arabo-israeliana del 1948 e più tardi ceduta a Israele in cambio dei territori a sud di Hebron secondo l'Armistizio arabo-israeliano del 1949 con la Giordania.
La zona è stata argomento di discussione da parte di alcuni politici israeliani come Avigdor Lieberman del partito politico Israel Beytenu che hanno proposto il trasferimento della sovranità e dell'amministrazione della regione all'Autorità Nazionale Palestinese per la creazione di un futuro Stato palestinese. Come contropartita, la ANP dovrebbe trasferire a Israele grandi "blocchi" di insediamenti agricoli, situati a est della Linea Verde, in Cisgiordania.
Secondo i politici che sostengono tale Piano, ciò dovrebbe aumentare la sicurezza d'Israele. I politici nella Knesset ostili a tale Piano sono numerosi, dal momento che essi credono che solo il 10% della componente di arabi israeliani sarebbe d'accordo, mentre il restante 90% sarebbe ostile a cambiare cittadinanza.

## Località del Wādī ʿĀra

### Arabo-israeliane
- Aqqada
- Ar'ara
- Al-Arian
- Baqa-Jat
- Basma
- Bir al-Sikka
- Buweishat
- al-Byar
- Dar al-Hanun
- 'Ayn Ibrahim
- Kafr Qara
- Khor Saqr
- Ibthan
- Ma'ale Iron
- al-Marja
- Meiser
- Mu'allaqa
- Murtafi'a
- al-Shari'a
- Umm al-Fahm
- Umm al-Qutuf
- Yamma

### Ebraiche
- Ein Iron
- Barkai
- Gan HaShomron
- Giv'at-Oz
- Ma'ale Iron
- Ma'anit
- Magal
- Maor
- Mei Ami
- Metzer
- Qazir-Harish
- Zemer